# 戦国無双KATANA
戦国無双KATANA（せんごくむそうカタナ）は2007年9月20日にコーエーから発売されたWii専用のアクションゲーム。無双シリーズの一作品。アメリカでは2008年1月15日発売。
キャッチコピーは「これが、体感する戦国アクション。」。

## 概要
プログレッシブ出力対応、ワイド表示非対応。
他機種で発売されている従来型の無双シリーズである『戦国無双』の世界観はそのままにゲーム性は全く違う作品となっている。無双シリーズはキャラクターを動かし、有名武将を操作できる形でのゲームだったが、本作品では画面は一人称視点を採用し、自由に移動することができないことが多く、無名の人物になって様々な戦国時代の歴史上の出来事を体感する形でのゲームとなっている。
ゲームのメインとなる無双演武モードは全5章で構成され、織田信長の天下統一を描く『立身の章』、戦国時代の剣豪の戦いを描く『剣豪の章』、風魔の忍の戦いを描く『暗躍の章』、戦国時代の姫たちの戦いを描く『救世の章』、自らが戦国大名となり天下統一を目指す『天下統一の章』などで構成され、1章あたり5つのステージで構成されており、さらにそのステージが複数のパートに分かれている。
ステージの前には「ブリーフィング」と呼ばれる合戦準備があり、事前にステージ内で手に入れた小判によって自分の能力の強化や装備する武器の強化やアイテムの購入、そして装備品の変更や装備する技能アイテムの装備の変更などをすることとなる。ステージ中は様々なミッションをクリアしていくことになったり、下記「戦闘システム」項以外の特別なアクション操作も行なうこととなる。ステージクリア後は敵に与えたダメージや合戦中のスコアやアイテムの入手などにより決められる基本スコアと突発的なミッションの成果とプレイヤーが受けたダメージによってトータルスコアが決められ、そこから手に入れられる報奨金とランクが決定される。
その他にも無双演武モード内に出てくるミッションを2人で対戦することができ、対戦結果の記録をMiiで保存することが出来る対戦モードやあらかじめ決められた条件でのミッションのクリアを目指す腕試しモードがある。

## 発売前の変遷
本作は当初はWiiのロンチ（Wii本体との同時発売）を目指しての発売を予定していたが、その後2006年12月発売に変更され、次に発売日未定となり、最後に2007年9月20日発売に変更された。当初はWiiリモコンを振るだけの攻撃方法だったが変更された。タイトルも当初は「斬・戦国無双」だったが、「戦国無双Wave」に変更されて、次に「戦国無双SLASH」に変更されて、最後に現タイトルの「戦国無双KATANA」になった。初めて本作品の存在が明らかになった2006年のE3では「Sengoku Action」として紹介された。

## 戦闘システム
敵への攻撃の仕方は近距離攻撃と遠距離攻撃がある。それぞれの攻撃は装備する武器によって攻撃の仕方が変わる。またガードもできる。

### 近距離攻撃
基本的にはAボタンで通常攻撃、Wiiリモコンを振って主に敵の動きを止めさせるチャージ攻撃が出来る。装備できる武器は、刀・槍・巨槌・旋刀。無双ゲージと呼ばれるゲージが最大の時にヌンチャクを振ると無双奥義が発動し、発動している間にWiiリモコンを振れば振るほど画面内の敵の大半に連続で攻撃することが出来る。

### 遠距離攻撃
基本的にはポインタを攻撃したい敵に合わせて、Bトリガーで攻撃出来る。装備できる武器は、弓・鉄砲・大筒・飛去来。

### ガード
ガードをすると画面内の全ての敵の攻撃を防げるが、その際ガードゲージと呼ばれるゲージが減っていくこととなりゲージが無くなるとガードが解除される。敵の攻撃と同時にタイミング良くガードをすると敵の攻撃を弾き返すことができ、敵がのけぞり隙が出来るパワーガードと呼ばれるガードが出来る。

## 共通操作

### ホールド
Cボタンを押している間、ポインタを固定する。攻撃後に解除される。また、ホールド中に敵の攻撃を受けたときも解除される。

### つばぜりあい
敵武将と戦闘中に、これが始まることがある。wiiリモコンとヌンチャクを振りまくって敵を押し返す。これに勝つと敵はのけぞって、隙ができる。負けると、大ダメージに加えて無双ゲージが0になる。

## 主要登場キャラクター
主要キャラのキャストや設定は戦国無双シリーズ#登場武将の項目を参照とする。
| - 真田幸村 - 前田慶次 - 佐々木小次郎 - 織田信長 - 明智光秀 - 上杉謙信 - 徳川家康 - お市 - ねね - 雑賀孫市 - 武田信玄 - 風魔小太郎 - 伊達政宗 - 立花闇千代 - 森蘭丸 - 豊臣秀吉 | - 本多忠勝 - 稲姫 - 石田三成 - 柴田勝家 - 浅井長政 - 島左近 - 島津義弘 - 石川五右衛門 - 直江兼続 - 宮本武蔵 - 今川義元 - 権之助（声優：藤本たかひろ） - じい（声優：福原耕平） - 武将・兵士（声優：岡本寛志） - ナレーション（声優：疋田由香里） |